# Zangmeisterstraße 26

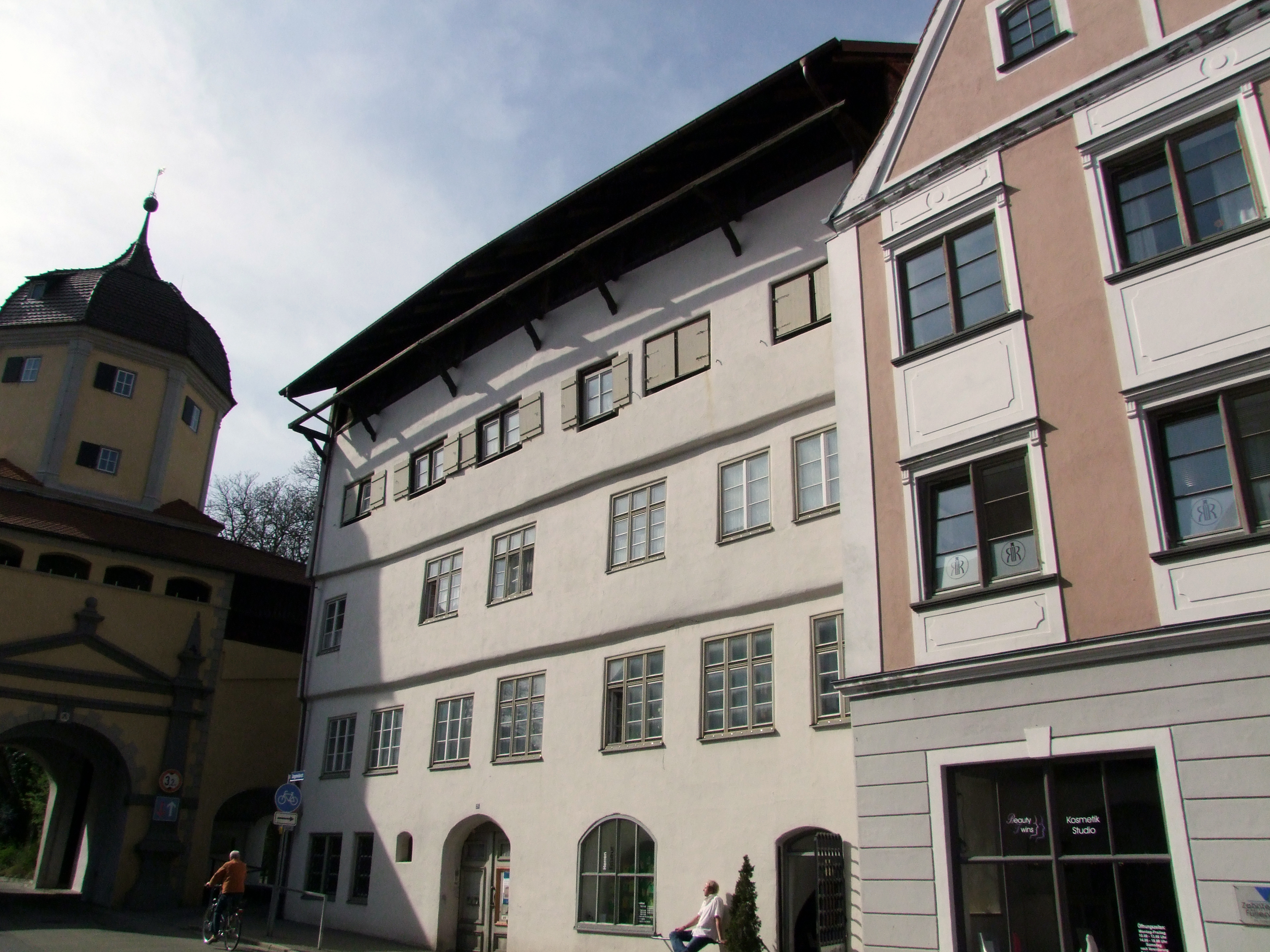
Zangmeisterstraße 26, links das Westertor

Das Gebäude mit der Anschrift Zangmeisterstraße 26 ist ein ehemaliges Färberhaus direkt am Westertor in der Altstadt im schwäbischen Memmingen.
Das fünfgeschossige Traufhaus besitzt fünf Achsen. Ein Neubau des Jahres 1461 ist belegt. Das oberste Geschoss ist mit einem offenen Balkenwerk versehen. Dieses diente früher der Färberei zum Trocknen der Werkstücke. Das dritte und das vierte Obergeschoss kragen leicht vor. Der Ostteil des Erdgeschosses ist in kreuzgratgewölbte Räume unterteilt. Im ersten Obergeschoss befindet sich im Treppenhaus eine mit Kerbschnitzereien versehene Eichenholzsäule aus dem 16. bis 17. Jahrhundert.
Am 25. April 2019 fiel dem Eigentümer auf, dass der Dachstuhl erhebliche Schäden aufwies, woraufhin das Haus sowie acht umliegende Gebäude sofort evakuiert wurden. Gegen Abend sollte das Gebäude kontrolliert zum Einsturz gebracht werden. Später entschied man sich dazu, nur den Dachstuhl zum Einsturz zu bringen, die übrigen Geschosse des Gebäudes seien sicher.